# Iwane Matsui

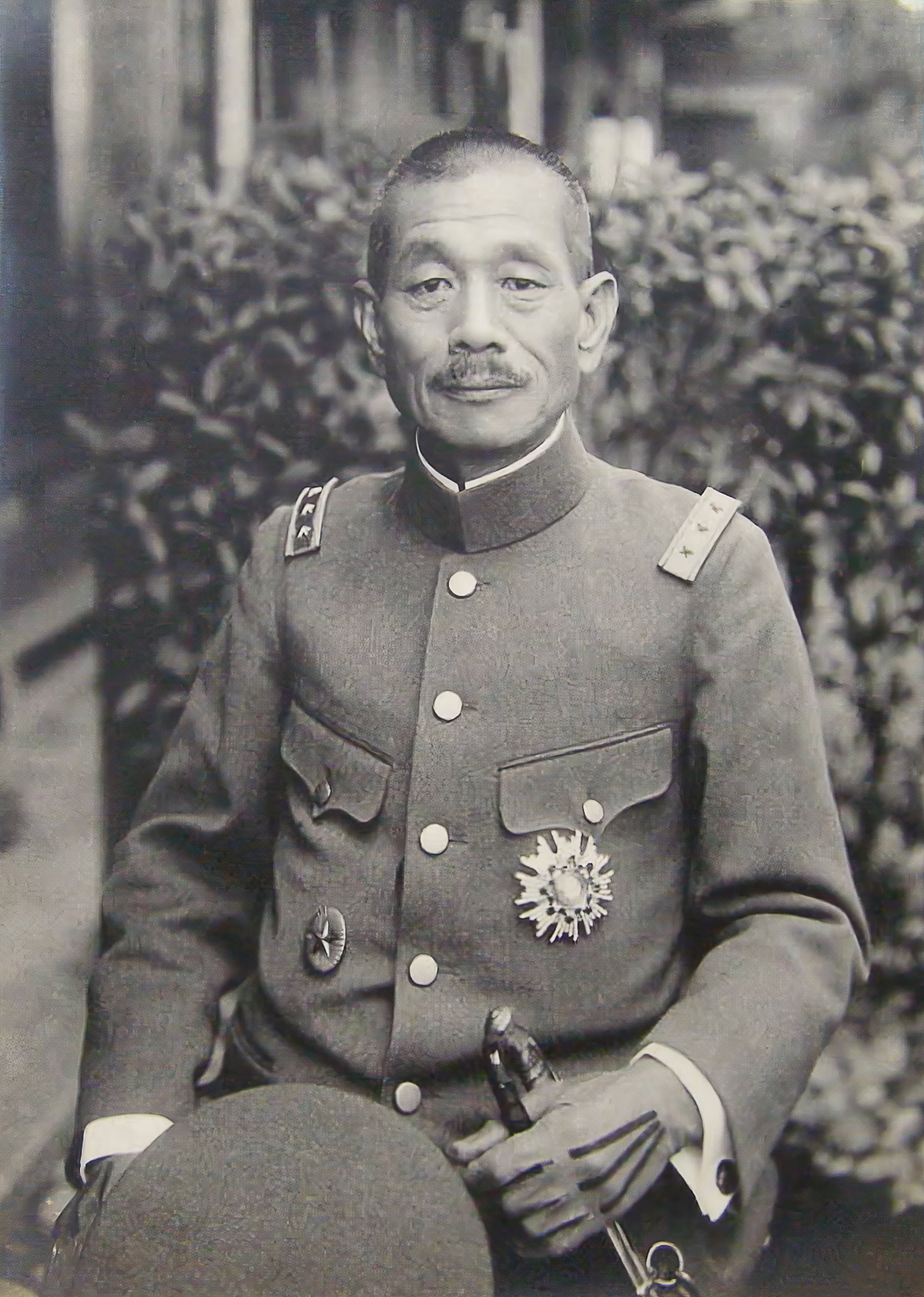
Generaal Iwane Matsui

Iwane Matsui (松井 石根 Matsui Iwane, 27 juli 1878 - 23 december 1948), was een officier in het Japans Keizerlijk Leger die meevocht in de Russisch-Japanse Oorlog en de Tweede Chinees-Japanse Oorlog, waar hij als commandant van de Japanse invasiemacht diende. Voor zijn (omstreden) rol in het Bloedbad van Nanking werd hij op het Proces van Tokyo ter dood veroordeeld en opgehangen.

## Vroege leven en opleiding
Matsui werd geboren in de prefectuur Aichi en was de zesde zoon van een voormalig samoerai uit de Tokugawa-clan in het Owari domein. Hij studeerde af van de Japans Keizerlijk Leger Academie in 1897 met zijn klasgenoten waaronder premier Nobuyuki Abe, de generaals Sadao Araki, Jinzaburo Mazaki en Shigeru Honjō.

## Vroege militaire carrière
Matsui nam deel aan de Russisch-Japanse Oorlog (1904-1905) en studeerde een jaar later, in 1906, af van het college voor legerpersoneel in de 18de klas. Vervolgens werd hij van 1919 tot 1921 commandant van het 29ste Regiment van het Japans Keizerlijk Leger.
Van 1921 tot 1922 vocht Matsui mee met de staf van het Expeditieleger in Vladivostok in de Japanse Siberische Interventie tegen de troepen van het Bolsjewistische Rode Leger in Siberië. Hierna, van 1922 tot 1924, werd hij overgebracht naar de Militaire Inlichtingendienst en werd hij aan de leiding gesteld van het Harbin Agentschap voor Speciale Diensten te Mantsjoerije.
In 1925 verkreeg Matsui opnieuw de positie van commandant van het Japans Keizerlijk Leger. Ditmaal voerde hij het bevel over de 35ste brigade van de infanterie. Van hieraf aan werden hem hogere posities toegediend. Van 1925 tot 1928 werd hij het hoofd van het Tweede Bureau van de Generale Staf van het Japans Keizerlijk Leger. In 1929 werd hij gepromoveerd tot generaal-majoor en kreeg hij zo bevel over de elfde divisie van het Japans Keizerlijk Leger tot 1931.
Van 1931 tot 1932, werd hij toegewezen aan de Japanse delegatie in de Ontwapeningsconferentie van Genève. Later nam hij weer zijn plaats in aan de Generale Staf van het leger tot 1933.
In 1933 verkreeg Matsui de rang van generaal en werd hij lid van de Hoogste Oorlogs Raad (軍事参議官会議 Gunji sangikan kaigi). Van 1933 tot 1934 was hij nog opperbevelhebber van het leger van Taiwan.
Daarnaast was hij van 1933 ook initiatiefnemer van de Greater Asia Association en de Taiwan-Asia Association. Matsui werd beloond met de Orde van de Rijzende Zon en ging op pensioen in 1935.

## Tweede Chinees-Japanse Oorlog

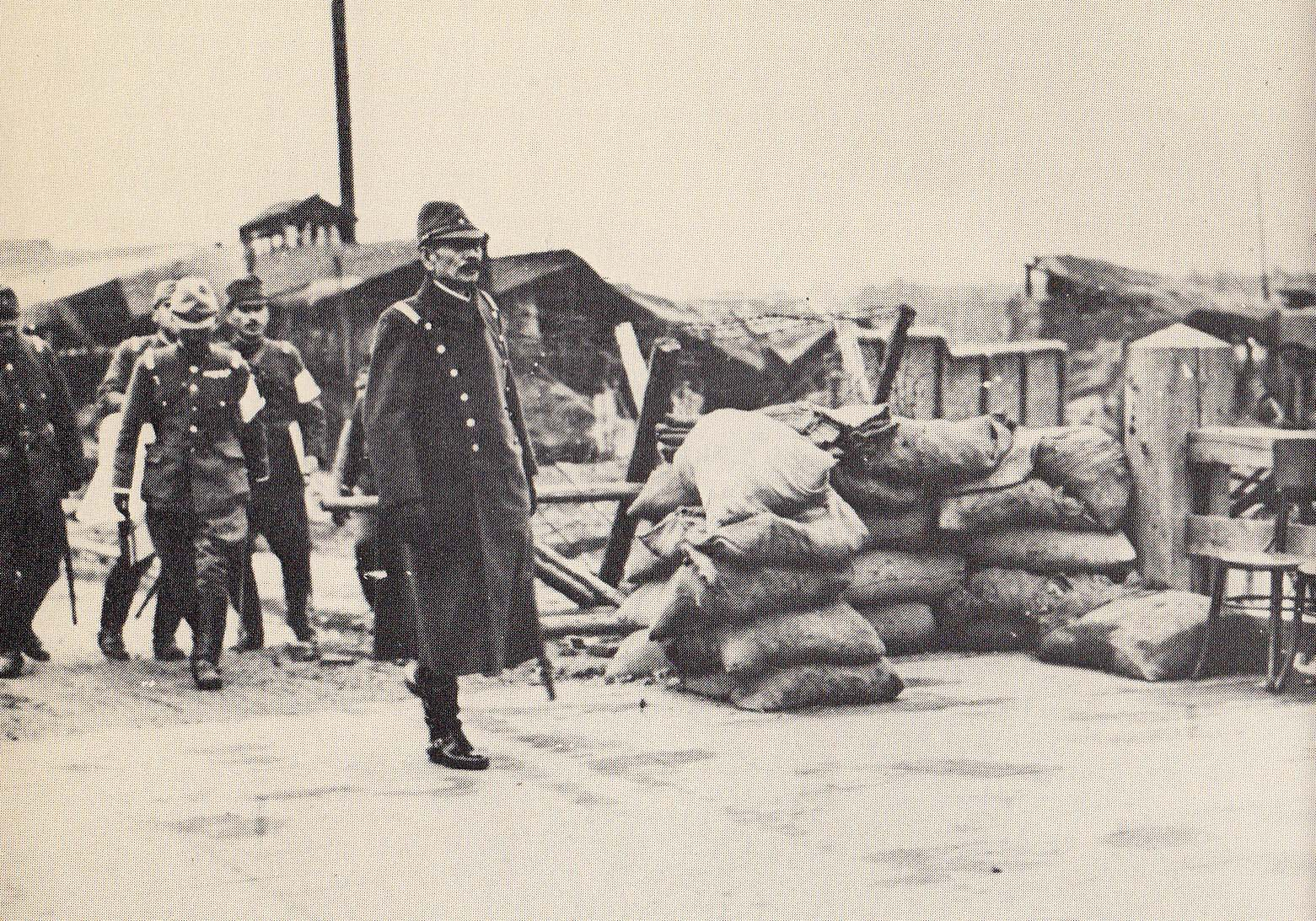
Iwane Matsui in Shanghai

Iwane Matsui werd op 15 augustus 1937, toen de Tweede Chinees-Japanse Oorlog uitbrak, terug opgeroepen. Dit was vermoedelijk vanwege zijn vriendschap met Chiang Kai-shek, die hem een zekere voorkennis gaf. Hij werd dan ook benoemd tot commandant van de troepen in China. Zijn leger viel eerst Shanghai aan dat midden oktober 1937 veroverd werd.
Vandaar ging de expeditie verder richting de hoofdstad van China, Nanjing. Tijdens deze mars deden zich incidenten met Chinese burgers voor. Het Chinese leger vocht onder meer met guerrilla-tactieken tegen het Japanse leger, waaronder de tactiek van de verschroeide aarde. Dit zorgde ervoor dat de bevoorrading een probleem werd. Verscheidene eenheden "leefden van het land".

### De Slag om Nanjing

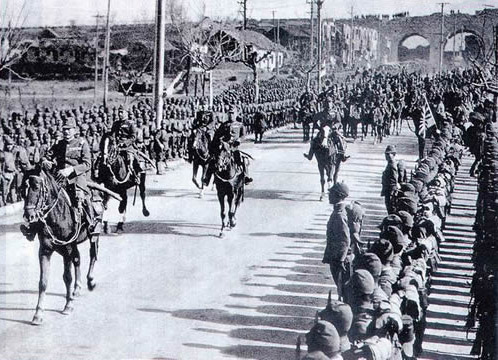
Iwane Matsui rijdt Nanjing in

Het Japanse leger arriveerde rond 6 december 1937 voor Nanjing. Generaal Matsui liet drie dagen later folders verspreiden waarmee hij de vijandige troepen een ultimatum om zich over te geven voor de middag van 10 december voorstelde. Toen het Chinese leger niemand stuurde werd de aanval op de stad ingezet. Op 13 december 1937 werd de stad veroverd. De stad verkeerde op dat moment in enorme chaos. De Chinese soldaten probeerden de omsingelde stad te ontvluchten, maar velen werden door de Japanse soldaten neergeschoten. Chinese soldaten probeerden eveneens te ontsnappen door zich van hun uniform ontdoen en burgerkleding aan te trekken. Behalve het instellen van een veiligheidszone (de Nanking Safety Zone) voor buitenlanders bestonden er geen afspraken betreffende het lot van degenen die zich nog in Nanjing bevonden.

### Matsui's verantwoordelijkheid tijdens het Nanjing-incident
Hoewel Iwane Matsui formeel de commandant van het Japans Keizerlijk Leger was en het bevel tot overgave schreef, was hij vanaf begin december door ziekte niet op post. Op het veld werd hij vervangen door prins Asaka. Toen Nanjing viel en de misdaden begonnen was hij niet onmiddellijk op de hoogte. Het is onduidelijk op welk ogenblik hij hierover geïnformeerd werd, maar gezien zijn intocht in de stad op 17 december 1937 en zijn verblijf daar in de dagen erna, is het zeer waarschijnlijk dat hij toen op de hoogte was van het wangedrag van zijn soldaten. De officiële verklaring was dat men 'Chinese soldaten vermomd als burger' oppakte. Hij heeft meermaals zijn soldaten orders gegeven zich voorbeeldig te gedragen, sommige al voor de val van de stad. Concrete acties om de gruwelen in Nanjing te stoppen heeft hij niet ondernomen. Wat hem ook wordt toegeschreven is dat hij goederen gestolen uit Nanjing door de Japanse troepen (onder wie generaal Kesago Nakajima) afnam zodra er een poging werd ondernomen ze naar Japan te brengen. Hoewel het beter is dan niets, had het geen effect op het lot van Nanjing's inwoners. Dat hij effectief gunstige dingen kon ondernemen voor de plaatselijke bevolking wordt bevestigd door het optreden van John Rabe, het hoofd van de veiligheidszone, wiens hulp vele Chinezen het leven redde.

### Prins Asaka Yasuhiko

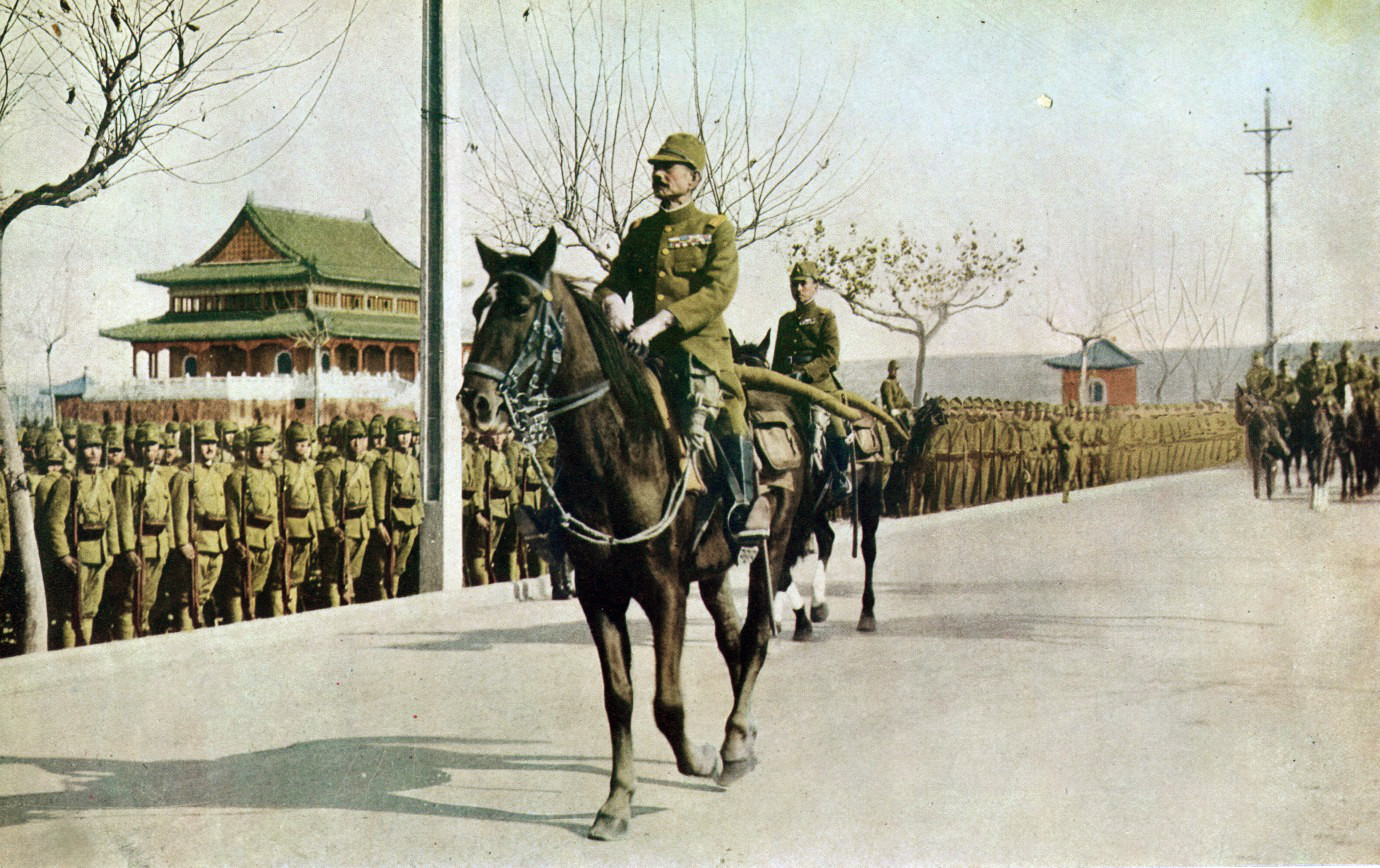
Iwane Matsui en Prins Asaka paraderen door Nanjing

Omdat Matsui tijdens het Nanjing incident door ziekte getroffen werd, stuurde de legertop van het Japans Keizerlijk Leger prins Asaka Yasuhiko als vice-commandant naar Nanjing om de campagne te overzien. Hij zou tijdens de veldslag het bevel hebben gegeven alle gevangenen te doden. Een bevel dat eigenlijk haaks stond op de orders van Matsui. Hij pleitte namelijk voor goed gedrag van de Japanse soldaten. Het is echter een vraagstuk wie eigenlijk de leiding had tijdens de periode waarin de gruwelen zich voordeden:
de benoemde commandant Iwane Matsui of prins Asaka. Na de oorlog besliste de Amerikaanse bezetter (in de figuur van Douglas MacArthur) de keizer en zijn familie niet te vervolgen. Op het Tokyo Tribunaal stond prins Asaka daarom niet terecht en werd hij enkel gehoord als getuige in het proces tegen Matsui.

## Teruggeroepen naar Japan
In februari 1938 werden Matsui en Asaka teruggeroepen naar Japan. Matsui trok zich terug uit actieve dienst. Later benadrukte Matsui meermaals hoezeer het hem speet dat het Japanse leger zich zo had gedragen en dat zijn natie internationaal gezichtsverlies leed. Hij ergerde zich ook aan het feit dat zijn bevelen niet gehoorzaamd werden door sommige officieren. Matsui liet een monument oprichten in zijn dorp, Atami, om de doden in Nanjing te herdenken.

## Proces en dood

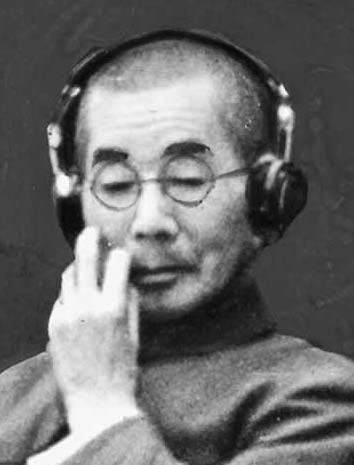
Iwane Matsui op zijn proces

In 1948 begon het Proces van Tokio waar Matsui terechtstond voor wat er in Nanjing was voorgevallen. Hij werd, wetende dat zijn orders niet werden opgevolgd maar toch niets ondernomen te hebben om de inwoners te beschermen, schuldig bevonden voor de misdaden en ter dood veroordeeld. Het hof vonniste op 12 november 1948:
Het hof acht bewezen dat Matsui wist wat er gebeurde. Hij deed niets, of niets dat werkzaam was om de gruwelen te stoppen. Hij gaf zijn troepen bevelen van goed gedrag voor de inname van de stad en gaf later verdere bevelen met hetzelfde doel. Deze bevelen hadden geen effect zoals nu geweten is en zoals hij moet geweten hebben... Hij had het bevel over het leger verantwoordelijk voor deze gebeurtenissen; Hij wist het. Hij had de macht en de plicht om zijn troepen in bedwang te houden en om de ongelukkigen inwoners van Nanjing te beschermen. Hij moet strafrechtelijk verantwoordelijk gehouden worden voor zijn falen in die plicht.
Op 23 december 1948 werd hij kort na middernacht opgehangen samen met de andere ter dood veroordeelden. Hij was toen 70. Zijn lijk werd gecremeerd en het Amerikaans leger verwijderde de as. De eigenaar van het crematorium hield stiekem wat as achter en bracht die later naar het schrijn Koa Kannon dat Matsui had opgericht. In 1978 bracht opperpriester Nagayoshi Matsudaira alle zeven ter dood veroordeelde oorlogsmisdadigers in een geheime ceremonie onder in het Yasukuni-schrijn.

### Literaire bronnen
- Fogel, Joshua. The Nanjing massacre in history and historiography, California: University of California Press, 2000
- Hicks, George. Japan's War Memories, Aldershot: Ashgate, 1998
- Higashinakano, Shudo. The Nanking Massacre: Fact Versus Fiction, Tokyo: Sekai Shuppan, 2005
- Honda, Katsuichi. The Nanjing Massacre, New York: Armonk, 1999
- Hu, Pu-yu., A brief history of Sino-Japanese war (1937-1945), Taipei: China Printing Press, 1974.
- Rees, Laurence. Verschrikkingen in het Verre Oosten, Roeselare: Roularta Books, 2002.
- Yamamoto, Masahiro. Nanking : anatomy of an atrocity, Westport: Praeger Publishers, 2000.
- Young, Shi. The Rape of Nanking: an undeniable History in Photographs, Chicago: Triumph Books, 1997
- Zhang, Kaiyuan. Eyewitnesses to Massacre, New York: Armonk, 2001

## Online bronnen
- http://www.territorioscuola.com/wiki/en.wikipedia.php?title=Nanking_Massacre, 2007/12/12
- http://www.china.org.cn/english/features/135371.htm 2007/12/12
- Engelstalige Wikipedia: Iwane Matsui 2007/12/12
- https://web.archive.org/web/20100307122703/http://www.trial-ch.org/en/trial-watch/profile/db/facts/iwane_matsui_85.html 2007/12/12
- Wikipedia, Bloedbad van Nanking 2007/12/12
- https://web.archive.org/web/20130317011200/http://www.tribo.org/nanking/pressrelease.html 2007/12/12
- Engelstalige Wikipedia: Nanking Massacre 2007/12/12
- Wikipedia, Proces van Tokio 2007/12/12
- https://search.japantimes.co.jp/cgi-bin/nn20070822w1.html 2007/12/12
- http://www.ne.jp/asahi/unko/tamezou/nankin/whatreally/index.html 2007/12/14
- Engelstalige Wikipedia: Prince Asaka 2007/12/16
- Engelstalige Wikipedia: Nanking Safety Zone 2007/12/16

## Voetnoten
1. ↑  Nanking: anatomy of an atrocity, Yamamoto, blz 52
2. ↑  https://web.archive.org/web/20100527010822/http://www.trial-ch.org/en/trial-watch/profile/db/legal-procedures/iwane_matsui_85.html
3. ↑  Nanking: anatomy of an atrocity, Yamamoto, blz 158-159,  wat er precies in de bevelen stond is kennelijk nog stof voor discussie evenals wanneer hij op de hoogte was. De internetbronnen geven hierover uiteenlopende meningen. Dat deze bevelen er waren is daarentegen wel zeker en gezien de loop van de geschiedenis ook dat ze zeker door sommigen niet werden opgevolgd. Gearchiveerd op 2 september 2022.